# فيكتور بورغ (موسيقي)
فيكتور بورغ (بالنرويجية البوكمول: Victor Borge)‏ هو موسيقي نرويجي، ولد في 18 ديسمبر 1965 في Grünerløkka ‏ في النرويج.